# Mons, cœur en neige
Mons, Cœur en Neige est un évènement annuel à Mons en Belgique, créé par David Jeanmotte, combinant un marché de Noël avec des activités foraines ainsi que des festivités de rues en association avec la Gestion Centre-Ville. Cet évènement se déroule de la Grand-Place de Mons à la place du Marché aux Herbes en passant par la rue piétonne. Il est connu principalement pour son marché de Noël, son sapin de Noël et sa patinoire. Il s'agit d'un des évènements de fin d'année les plus connus en Wallonie.

## Description
Mons, Cœur en Neige se déroule toujours à partir du 1er week-end de décembre au 1er dimanche de janvier. Avant 2014, il commence le 2e vendredi de décembre. Initialement, il dure trois semaines mais, le succès de cet évènement amène les organisateurs à passer à quatre semaines de festivités en 2012 et puis, la notoriété grandissant encore, les organisateurs décident de le faire passer à cinq semaines depuis 2014.
Cet évènement est composé de :[source insuffisante] :
- un marché de Noël d'une cinquantaine de chalets[5]
- une patinoire de 900 m2[6]
- un sapin de Noël de 20 m de haut[6][7]. Le plus grand sapin de Noël que Mons a accueilli mesurait 27 m de haut[8]
- des illuminations de Noël
- une crèche de Noël[9]
- la présence de Père Noël et Mère Noël
- la maison du Père Noël
- des représentants d'associations (Unicef, Make a Wish[10])
- des balades déambulatoires dans les artères du centre-ville
- des échassiers qui passent dans les rues de la cité et sur la Grand-Place
- des jongleurs
- la marche aux flambeaux
- la ballade des cadeaux originaux dans les rues commerçantes
- un manège sapin de Noël mesurant 20 m de hauteur (depuis 2019)[11]
- la piste de luge de 20 m de long sur 5 m de large sur la place du Marché aux Herbes (uniquement pour les enfants -1,40 m). Cette attraction est supprimée en 2019 pour être remplacée par un manège
- le marché des créateurs dans l'Hôtel de Ville
- le train touristique
- un chalet reprennant l'aspect d'une pyramide de Noël nommé « la tour de Noël » depuis 2018[12]

Afin de satisfaire au mieux les visiteurs, il y a souvent des nouveautés (activités et divertissements) qui s'ajoutent à l'évènement au fil des ans. Grâce à cela, l'évènement attire de plus en plus de visiteurs belges et français.

## Notoriété
La notoriété de cet évènement a vite grimpé et est désormais, un incontournable dans la région de Mons durant les fêtes de fin d'année. Sa notoriété dépasse la frontière puisque cet évènement est connu outre-Quiévrain. La dixième édition de Mons, Cœur en Neige en 2014 connait une augmentation de 30 % de visiteurs par rapport à l'édition de 2013. Durant sa 12e édition, en 2016, Mons, Cœur en Neige attire 400 000 visiteurs. En 2019, la 15e édition de Mons, Cœur en Neige réalise alors un record de fréquentation en accueillant 500 000 visiteurs.
Ce nombre atteint 800 000 en 2022. En 2023, 903 000 personnes se rendent au marché de Noël et 876 500 visiteurs sont comptabilisés l'année suivante pour la 20e édition.
Il est le deuxième marché de Noël de Belgique après celui de Liège selon le Guide du routard.

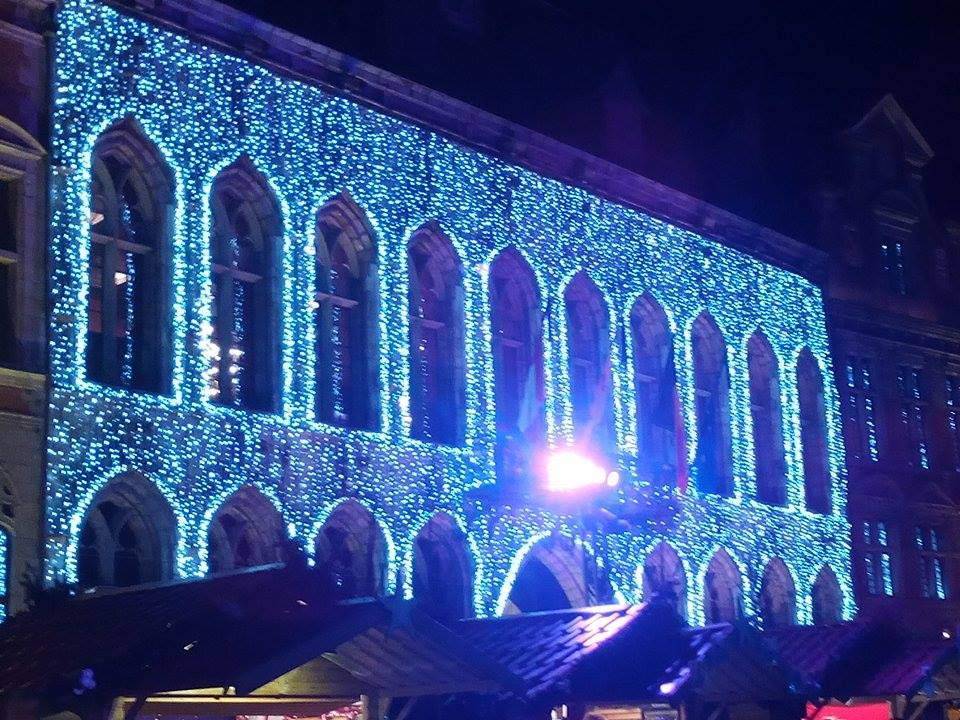
Hôtel de Ville de Mons illuminé pour Mons, Cœur en Neige.

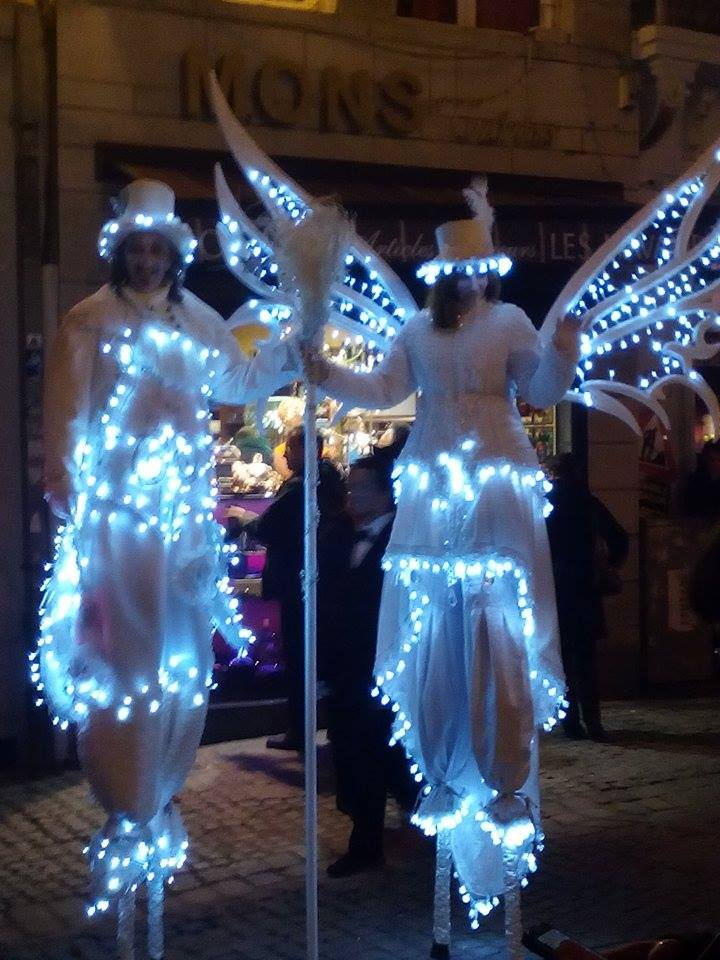
Pour Mons, Cœur en Neige, des échassiers ont déambulé dans Mons.

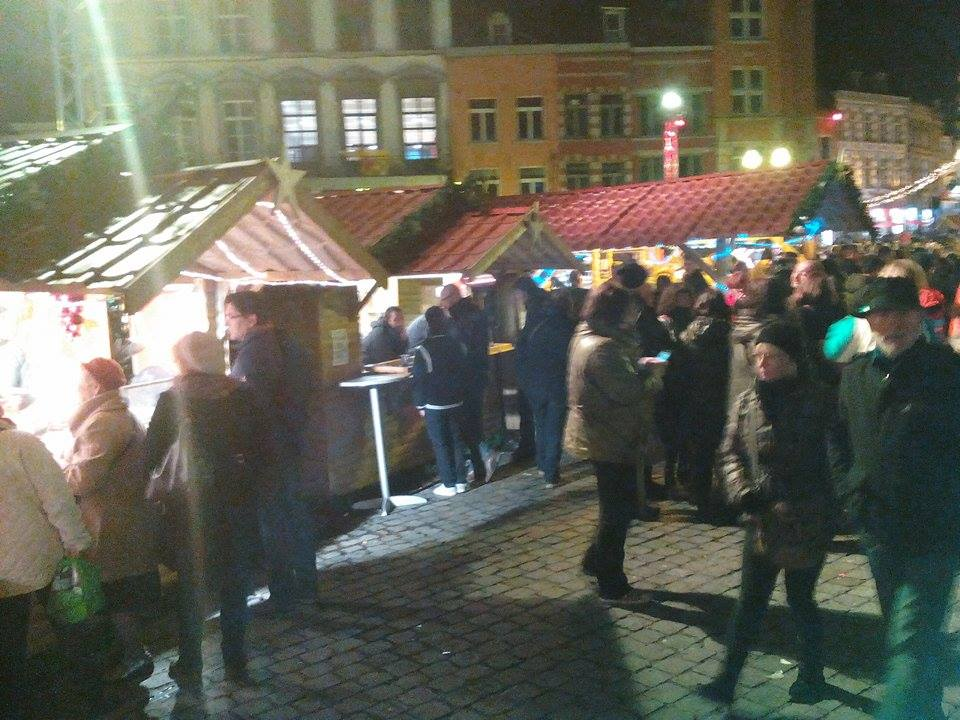
Marché de Noël de Mons, Cœur en Neige durant la 10e édition en 2014.

## Thèmes de l'évènement
Chaque année, un thème est décidé pour l'organisation de Mons, Cœur en Neige:
| Edition | Année | Dates                                   | Thème                                                                                        |
| ------- | ----- | --------------------------------------- | -------------------------------------------------------------------------------------------- |
| 7       | 2011  | du 10 décembre 2011 au 31 décembre 2011 | Le Miroir du futur : de la période glaciaire à 2015                                          |
| 8       | 2012  | du 14 décembre 2012 au 6 janvier 2013   | « Les rouages du temps »                                                                     |
| 9       | 2013  | du 13 décembre 2013 au 5 janvier 2014   | « L'Envol vers 2015 »                                                                        |
| 10      | 2014  | du 6 décembre 2014 au 4 janvier 2015    | « L'homme et la technologie »                                                                |
| 11      | 2015  | du 5 décembre 2015 au 3 janvier 2016    | « Les jeux vidéo vintages »                                                                  |
| 12      | 2016  | du 9 décembre 2016 au 8 janvier 2017    | « Les jeux d'hiver »                                                                         |
| 13      | 2017  | du 8 décembre 2017 au 7 janvier 2018    |                                                                                              |
| 14      | 2018  | du 7 décembre 2018 au 31 décembre 2018  | Le Québec                                                                                    |
| 15      | 2019  | du 6 décembre 2019 au 5 janvier 2020    |                                                                                              |
|         | 2020  | du 4 décembre 2020 au 3 janvier 2021    | Remplacé par Les Jardins d'Hiver de Mons, Cœur en Neige en raison de la pandémie de Covid-19 |
| 16      | 2021  | du 4 décembre 2021 au 2 janvier 2022    |                                                                                              |
| 17      | 2022  |                                         |                                                                                              |
| 18      | 2023  | du 2 décembre 2023 au 31 décembre 2023  |                                                                                              |
| 19      | 2024  | du 7 décembre 2024 au 5 janvier 2025    |                                                                                              |
| 20      | 2025  | du 7 décembre 2025 au 5 janvier 2026    |                                                                                              |